# Ак-Таш (гора)
Ак-Таш (англ. Aq Tash) — гора у гірському хребті Рімо-Музтаг, гірської системи Каракорум у Центральній Азії, висотою — 7016 метрів. Розташована у штаті Джамму та Кашмір, в Індії.

## Географія
Вершина розташована на території заповідника дикої природи Каракорум, у гірському хребті Рімо-Музтаг, що належить до гірської системи Каракорум, у північно-східній частині індійського штату Джамму та Кашмір, за 38 км на захід-південний-захід від кордону з Китаєм та за близько 40 км на схід від спірного кордону Індії з Пакистаном.
Абсолютна висота вершини 7016 метри над рівнем моря. Відносна висота — 1176 м. Топографічна ізоляція вершини відносно найближчої вищої гори Мамостонг Кангрі (7516 м), яка розташована на північному заході і є найвищою вершиною гірського хребта Рімо-Музтаг, становить 8,53 км. Найвище сідло вершини, відносно якого вимірюється її відносна висота — 5840 м.

## Історія
Гора Ак-Таш вперше офіційно була підкорена 6 серпня 1993 року членами японської експедиції Нобуо Ямамото і Ясуфумі Мізоте.
Двома днями пізніше, 8 серпня, на вершину піднялися члени індійської експедиції Прем Сінгх, П.Т. Шерпа, Моган Сінгх, Хем Радж, Санг Шерпа, Вангчук Шерпа та Гіра Рам.